# 特別番組 音楽のチカラ
特別番組 音楽のチカラ（とくべつばんぐみ おんがくのチカラ）は、エフエム東京ほかJFN加盟局で放送される単発ラジオ番組である。赤坂泰彦がラジオパーソナリティを務めている。

## 概要
2011年3月11日に発生した東日本大震災の翌々日13日以降、各FM放送局は「音楽でパワーを送る」「ラジオの力を信じる」などほぼ共通する理念で音楽を放送し始め、それらを統合して本番組が開始される。エフエム東京が主幹する全国ネットの他に東北地方の放送局が主幹して東北と東京地方をネットする場合もある。

## 各回の放送
赤坂は全放送に出演しており、深夜枠のリクエストで「ミリオンナイツ」が話題される機会が多い。
報道特別番組
2011年3月20日 19:00 - 20:00
厳密には「音楽のチカラ」ではないが、主に子供へ向けてアニメソングが生放送され、一部地域を除きJFN加盟各局へ配信される。
報道特番
2011年3月20日 26:00 - 30:00
厳密には「音楽のチカラ」ではないが、主に子供へ向けてアニメソングが生放送され、一部地域を除きJFN加盟各局へ配信される。
音楽のチカラ
2011年4月3日-4月24日 15:00 - 15:30
4月限定で4回、JFN加盟全38局で放送される。
特別番組 音楽のチカラスペシャル
2011年4月17日 25:30 - 29:00
エフエム仙台の名護ひと美がアナウンスを務めてTUBEがゲスト出演し、エフエム仙台、エフエム秋田、エフエム東京は25:30から、エフエム青森、エフエム岩手、エフエム山形は26:00から、それぞれ放送される。
特別番組 音楽のチカラ
2011年4月22日 19:00 - 21:00
アースコンシャスライブを放送する予定が公演延期により、本番組がJFN加盟全38局で放送される。
特別番組 音楽のチカラスペシャル
2011年4月24日 19:00 - 20:00
LOVEがゲスト出演し、主に子供へ向けてアニメソングが生放送され、一部地域を除きJFN各局へ配信される。
特別番組 音楽のチカラスペシャル
2011年6月12日 26:00 - 29:00
エフエム福島の三吉梨香がアナウンスを務め、青森、岩手、仙台、秋田、山形、東京の各局へ配信される。

## 東日本大震災関連特番
- 特別番組 やまだひさし
  - やまだひさしのラジアンリミテッドFのパーソナリティやまだひさしが「扉-TO VILLA-」と「音楽自由区。」（東京地区では「SYMPHONIA (ラジオ番組)」）の4時台の枠を使って、一部地域を除いて4時間の生放送を行なった。
- TIME LINE
- 頑張っペ!ふくしま（福島ローカル）
- 「がんばろう宮城」希望のラジオ、震災復興支援プログラム＜(日)(月)週替わり＞、繋ごう明日へ（宮城ローカル）
- 長渕剛 RUN FOR TOMORROW 〜明日に向かって〜
- 震災情報 官邸発